# صنم شتی
سانام پراساد شتی بازیگر و مدل هندی است که عمدتاً در فیلم‌های تامیل، تلوگو و مالایالام کار کرده‌است.
صنم شتی در ماه مه ۲۰۱۹ با دارشان تیاگارجاه نامزد کرد و عروسی برای ژوئن ۲۰۱۹ برنامه‌ریزی شده بود ولی با حضور دارشان در سریال بیگ باس مراسم به تعویق افتاد. در نهایت این زوج نامزدی خود را در اواخر سال ۲۰۱۹ لغو کردند صنم بعداً از دارشان تیاگارجاه به دلیل سوء استفاده شکایت کرد.
شتی که از پدری تولو و مادری تلوگو در بنگلور به دنیا آمد، در حین تحصیل در رشته مهندسی کامپیوتر در کالج به نمایش‌های مد علاقه‌مند شد. در اواسط دهه ۲۰۰۰، شتی در ابتدا توسط طراح رقص مد (پراساد بیداپا) به عنوان مدل استخدام شد و متعاقباً در مسابقه دوشیزه بنگلور ۲۰۰۴ شرکت کرد. صنم بعداً در سال ۲۰۰۶ به‌عنوان مهندس نرم‌افزار در شرکت‌هایی از جمله خدمات مشاوره تاتا مشغول به کار شد و برای مدت کوتاهی برای ادامه کار در این منطقه به بریتانیا نقل مکان کرد.
صنم برای اولین بار در فیلم سینمایی مالایالام (۲۰۱۲) انتخاب شد، اما در نهایت اولین حضور او در یک فیلم بلند در فیلم علمی تخیلی Ambuli (2012) بود که به دلیل اینکه اولین فیلم استریوسکوپی دیجیتال تامیل بود، توجهات زیادی را به خود جلب کرد.